# Vesicularia anisothecia
Vesicularia anisothecia är en bladmossart som beskrevs av Hugh Neville Dixon och Edwin Bunting Bartram 1948. Vesicularia anisothecia ingår i släktet Vesicularia och familjen Hypnaceae. Inga underarter finns listade i Catalogue of Life.